# 머르기트섬

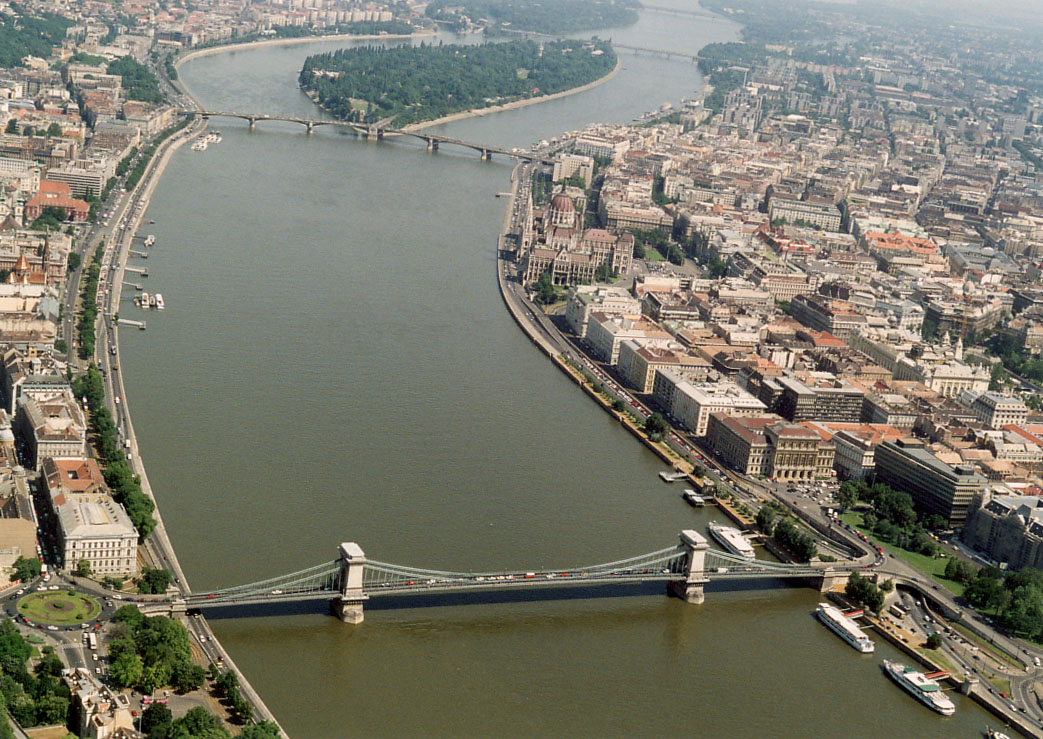

머르기트섬(헝가리어: Margit-sziget)은 헝가리 부다페스트 다뉴브강에 떠있는 길이 2.5km, 너비 500m, 면적 0.965km2의 섬이다. 행정 구역상으로는 부다페스트 13구에 속한다.